# قضيبية مخاطية لاهوائية
قضيبية مخاطية لاهوائية (الاسم العلمي: Anaeromyxobacter) هي جنس من البكتيريا، سلبية الغرام، تتبع فصيلة الجرثومات مخاطية.